# Jean Triguel
Jean Triguel, religieux français du XVIe siècle

## Biographie
Originaire d'une famille connue au pays de Mayenne, Ernée, Montaudin, Vieuvy. Il a composé, écrit La Croix du Maine, plusieurs Noëls ou cantiques sur l'avènement de N.-S., imprimés au Mans l'an 1565 par Hiérosme Olivier.
Ansart parle ainsi de ce religieux : Son humilité lui donnant une aversion étonnante pour toute sorte d'emplois, il se borna à l'état de simple conventuel. L'exercice du chant, la direction de l'office divin, faisaient son unique occupation. Et comme la maison de Laval avait un assez grand nombre de novices et de jeunes religieux, ses supérieurs l'engagèrent à les guider dans la manière de chanter, dans les rubriques et dans les cérémonies de l'église. Il aurait même composé un livre de rubriques et de cérémonies à l'usage des frères mineurs, qu'on a longtemps conservé à Laval, dit toujours Ansart.

## Source
- « Jean Triguel », dans Alphonse-Victor Angot et Ferdinand Gaugain, Dictionnaire historique, topographique et biographique de la Mayenne, Laval, A. Goupil, 1900-1910 [détail des éditions] (BNF 34106789, présentation en ligne)